# Rope & Summit
Rope & Summit är en EP-skiva av indiebandet Junip, utgiven 28 maj 2010.

## Låtlista
1. "Rope and Summit" – 5:26
2. "Far Away" – 2:44
3. "At the Doors" – 8:18
4. "Loops" – 5:06
5. "Chickens" - 5:08
6. "Azaleadalen" - 3:26